# Кристиан Дитлев Ревентлов (1710 – 1775)
Кристиан Дитлев/Детлев Ревентлов (на немски: Christian Ditlev/Detlev Graf von Reventlow; * 10 март 1710 в Копенхаген; † 30 март 1775 в Копенхаген) е граф, благородник от род Ревентлов от Шлезвиг-Холщайн, тайен съветник в Холщайн, асесор.
Той е син на датския и императорски генерал Кристиан Дитлев фон Ревентлов (1671 – 1738) и съпругата му Бенедикта Маргарета фон Брокдорф (1678 – 1739), дъщеря на Кай Бертрам Брокдорф-Клеткамп (1619 – 1689) и втората му съпруга Хедвиг Ранцау (* 1650). Баща му е полубрат на Анна София фон Ревентлов (1693 – 1743), омъжена на 4 април 1721 г. в Копенхаген за датския крал Фредерик IV (1671 – 1730) и е коронована за кралица.

## Фамилия
Кристиан Дитлев Ревентлов се жени на 12 февруари 1737 г. в Копенхаген за Йохана София Фредерика фон Ботмер (* 25 август 1718, Копенхаген; † 17 април 1754), дъщеря на генерал Фридрих Йохан фон Ботмер (1658 – 1729) и София Хедвиг фон Холщайн (1697 – 1720). Тя е племенница на граф Йохан Каспар фон Ботмер. Те имат седем деца, между тях:
- Фредерика Луиза фон Ревентлов (* 21 август 1746, Копенхаген; † 29 ноември 1824), омъжена I. 1761 г. за фрайхер Кристиан Фридрих фон Грам (* 11 иуни 1737, Копенхаген; † 27 октомври 1768, Копенхаген), II. на 16 юни 1777 г. в Копенхаген за граф Кристиан фон Щолберг-Щолберг (* 15 октомври 1748, Хамбург; † 19 януари 1821, Виндеби), лирик
- Кристиан Детлев Фридрих фон Ревентлов (* 11 март 1748, Копенхаген; † 11 октомври 1827), министър, граф, женен за София Фредерика Луиза Шарлота фон Бойлитц (* 1 юни 1747; † 25 юли 1822); имат 12 деца
- Конрад Георг фон Ревентлов (* 26 юли 1749, Копенхаген; † 9 април 1815), женен I. 1783 (развод	1786) за Фридерика Емилия София фон Ромелинг (* 27 октомври 1759, Копенхаген; † 22 август 1843, Франция), II. за Мария София Браг (* ок. 1770); има 4 деца
- Йохан Лудвиг фон Ревентлов (* 28 април 1751, Копенхаген; † 1 март 1801), граф, женен на 16 маи 1778 г. в Льовенборг за Анна Сибила Шубарт (* 14 септември 1753; † 21 юни 1828); има 8 деца

Кристиан Дитлев Ревентлов се жени втори път на 7 август 1762 г. за графиня Шарлота Амалия Холщайн-Ледреборг (* 27 юни 1736, Копенхаген; † 13 юни 1792, Хумелтофте), дъщеря на министъра на тайния съвет граф Йохан Лудвиг Карл Кристиан Тидо фон Холщайн-Ледреборг (1694 – 1763) и Хадевиг Кристиансдатер Винд (1707 – 1756). Бракът е бездетен.